# Селман, Сэм
Сэмюэл Айрес Селман (англ. Samuel Ayres Selman; 14 ноября 1990, Остин, Техас) — американский бейсболист, питчер клуба Главной лиги бейсбола «Окленд Атлетикс».

## Карьера
Сэмюэл Селман родился 14 ноября 1990 года в Остине в семье Синтии и Джека Селманов. В 2009 году он окончил Епископальную школу Сент-Эндрюс. В 2008 и 2009 годах он входил в состав сборной всех звёзд конференции, признавался Самым ценным игроком школьной команды. На драфте Главной лиги бейсбола 2009 года Селман был выбран клубом «Лос-Анджелес Энджелс» в четырнадцатом раунде. От подписания профессионального контракта он отказался и продолжил обучение в университете Вандербильта.
Выступления за «Вандербильт Коммодорс» Селман начал в 2010 году, провёл четыре игры, в которых его пропускаемость составила 9,00. В следующем сезоне он сыграл за команду в шести матчах. Летом 2010 и 2011 годов он играл в студенческой лиге за «Манкато Мундогз». В 2012 году он начал выступать в качестве стартового питчера, одержал девять побед в чемпионате и стал лучшим в команде по этому показателю. 
На драфте Главной лиги бейсбола 2012 года Селмана под общим 64 номером выбрал клуб «Канзас-Сити Роялс». Первый полный сезон на профессиональном уровне он провёл в 2013 году в составе «Уилмингтон Блу Рокс», одержал одиннадцать побед при девяти поражениях. Чемпионат 2014 года Селман провёл хуже и по его ходу потерял место в стартовой ротации питчеров.
В феврале 2019 года, после семи лет в фарм-системе «Роялс», Селман подписал контракт с клубом «Сан-Франциско Джайентс». В первой части сезона он провёл на поле 40 иннингов за «Сакраменто Ривер Кэтс» с пропускаемостью 1,15. К началу августа Селман лидировал среди всех питчеров Лиги Тихоокеанского побережья по количеству страйкаутов. В основной состав «Джайентс» он был вызван 1 августа, в тот же день дебютировал в Главной лиге бейсбола. До конца сезона он сыграл за клуб в десяти матчах. В сокращённом из-за пандемии COVID-19 чемпионате 2020 года Селман принял участие в 24 играх с пропускаемостью 3,72.
В 2021 году Селман сыграл за «Джайентс» в семи матчах. В июле клуб обменял его и ещё двух игроков в «Лос-Анджелес Энджелс» на питчера Тони Уотсона. После перехода он провёл ещё 18 игр, потерпев одно поражение при показателе ERA 6,35. После окончания сезона «Энджелс» выставили Селмана на драфт отказов. В марте 2022 года он стал игроком «Окленд Атлетикс».